# Tarski-monstergrupp
Inom matematiken är en Tarski-monstergrupp, uppkallad efter Alfred Tarski, en oändlig grupp G så att varje äkta delgrupp H av G, annan än identitetgruppen, är en cyklisk grupp av ordning p där p är ett fixerat primtal p. A. Yu. Olshanskii bevisade 1979 att Tarski-monstergrupper existerar, och att det finns en Tarski p-grupp för varje primtal p > 1075. Tarskigrupper kan användas som motexempel i många problem inom gruppteori, exempelvis i Burnsides problem och von Neumanns förmodan.

## Definition
Låt {\displaystyle p} vara ett fixerat primtal. En oändlig grupp {\displaystyle G} säges vara en Tarski–monstergrupp för {\displaystyle p} om varje icke trivial delgrupp (det vill säga annan delgrupp än 1 och G) har {\displaystyle p} element.

## Egenskaper
- {\displaystyle G} är ändligt genererad. Den är genererad av två godtyckliga icke-kommuterande element.
- {\displaystyle G} är enkel. Om {\displaystyle N\trianglelefteq G} och {\displaystyle U\leq G} är en godtycklig delgrupp skild från {\displaystyle N} skulle delgruppen {\displaystyle NU} ha {\displaystyle p^{2}} element.
- Konstruktionen av Ol'shanskii visar att det finns kontinuum-många[förtydliga] icke-isomorfiska Tarski–monstergrupper för varje primtal {\displaystyle p>10^{75}}.